# Äggallergi
Äggallergi innebär att en individ är allergisk mot ett eller flera proteiner i ägg. Vanligast är att reagera på proteiner i äggvitan, men allergi mot proteiner i äggulan förekommer också. 
Ägg är tillsammans med mjölk den vanligaste orsaken till anafylaxi bland små barn. Detta är ett allvarligt tillstånd; dödsfall är ovanliga men förekommer.

## Känslighet för ägg vid förtäring
Hur mycket äggprotein som krävs för att en allergisk reaktion ska uppstå är individuellt. En del äggallergiker är såpass känsliga att spår av ägg kan orsaka problem.  Detta kan exempelvis innebära köpta matvaror med spårmängder av ägg. Det kan också innebära osynliga äggrester på tallrikar och bestick.  Vanligtvis orsakar råa ägg de värsta reaktionerna, exempelvis om ett ägg inte har blivit genomstekt.

## Luftburen äggallergi
I vissa fall kan luftburet äggprotein orsaka allergiska besvär hos äggallergiker.  För en del individer kan det räcka att hantera äggkartonger för att få allergiska besvär.

## Förekomst
Äggallergi är vanligast bland små barn men förekommer även bland äldre barn och vuxna.
Det är dock oklart hur vanligt det är med äggallergi. En del uppgifter tyder på att mellan 0,5 och 2 procent av alla barn drabbas.
Äggallergi är, tillsammans med mjölkallergi, den vanligaste födoämnesallergin bland barn. 

## Symptom
Några exempel på symptom som kan uppstå:
- Eksem
- Astma
- Kräkningar
- Diarré
- Magont
- Anafylaxi

Svåra allergiska reaktioner med dödlig utgång förekommer även om de är ovanliga.